# CSTVT
CSTVT, изначально известная как Castevet, была американской эмо-группой из Чикаго. Группа была основана в середине 2007 года ведущим вокалистом и гитаристом Ником Уэйкимом, гитаристом Уиллом МакЭвилли, бэк-вокалистом и бас-гитаристом Роном Пецке и барабанщиком Джошем Снейдером; состав оставался неизменным до ее распада в 2013 году. Участники Castevet также играли в Bongripper, Into It. Over It., Lifted Bells, Tower of Rome и Weekend Nachos. В декабре 2010 года группа изменила написание своего названия с Castevet на CSTVT, хотя произношение осталось прежним.
Группа выпустила два полноформатных альбома: Summer Fences (2009) на Count Your Lucky Stars Records и The Echo & The Light (2010) на Tiny Engines / Stiff Slack. В её дискографии есть также самостоятельно выпущенный EP I Know What a Lion Is (2008), EP-версия The Echo & The Light (2009), выпущенная на Ice Age Records / Kid Sister Everything, сплит с Into It. Over It. под названием Snack Town (2010) на Topshelf Records и одноимённый сингл  2011 года на Run for Cover Records. На момент распада группа работала над третьим полноформатным альбомом.

## Наследие
Достижения
В декабре 2009 года журнал Punk News поставил Summer Fences (2009) на 16 место в своем списке 20 лучших альбомов 2009 года. В декабре 2010 года Washington City Paper включил The Echo & The Light (2010) в свой список десяти лучших новых старых эмо 2010 года, в то время как Rockfreaks поставил Snack Town (2010) на 8 место в своем списке лучшей музыки 2010 года.
В июне 2017 года журнал Spin поставил Summer Fences (2009) на 29 место в своем списке 30 лучших альбомов эмо-ривайвл. В ноябре 2019 года журнал New Noise Magazine включил Summer Fences (2009) в свой список «важнейших записей, сыгравших роль в повышении влияния American Football». В январе 2020 года журнал Chicago Reader поставил The Echo & The Light (2010) на 28-е место в своем списке «Лучшие чикагские альбомы 2010-х годов». В феврале 2020 года журнал Vulture поставил песню «Between Berwyn and Bryn Mawr» на 80-е место в своем списке «100 величайших эмо-песен всех времен».
Влияние на других исполнителей
Группы, которые называли CSTVT влиятельными, включают Foxing, Vision Eternel, Kerosene Heights, Dead Sailors, ThreadBear, и Edward Joseph.

## Дискография
Студийные альбомы
- Summer Fences (self-released, 2008 / re-issued by Count Your Lucky Stars, 2009)
- The Echo & The Light (Tiny Engines/Stiff Slack, 2010)

Прочее
- I Know What a Lion Is (self-released, 2008)
- The Echo & The Light (Ice Age/Kid Sister Everything, 2009)
- Snack Town – split with Into It. Over It. (Topshelf, 2010)
- CSTVT (Run for Cover, 2011)